# Карл Мак фон Лайберих
Карл Фрайер Мак фон Лайберих (на немски: Karl Freiherr Mack von Leiberich), наричан просто Карл Мак, е австрийски фелдмаршал. Участвал във войните с Турция и Франция.
През 1798 г. му било поръчано да командва неаполитанската армия, с която успешно действал в Южна Италия, превзел Рим и се придвижил към Капуа. Неочаквано обаче узнал за бягството на краля в Сицилия и вълненията в Неапол. Тогава във войската му избухнал бунт и той се обърнал към генерал Жан-Етиен Шампионе с молба за свободно пропускане в Германия. Шампионе решил да изпълни молбата му, но френското правителство не се съгласило и Карл бил арестуван и обявен за военнопленник. След две години той успял да избяга от Париж.
През 1805 г., в началото на новата коалиционна война, Мак оглавил австрийската армия в Улм, като успява да укрепи града, но близо до река Илер е атакуван от французите, претърпял поражение и се укрил в Улм.
По-късно той бил обкръжен и капитулирал са 20-хилядна войска. Бил пуснат под клетва, след което се върнал в Австрия. Там бил подложен на военен съд, който го лишил от чина и ордените му.
През 1819 г., с помощта на княз Карл фон Шварценберг, на Мак е възвърнат чина и ордена на Мария Тереза.